# Molisano
 (mai 2019).
Si vous disposez d'ouvrages ou d'articles de référence ou si vous connaissez des sites web de qualité traitant du thème abordé ici, merci de compléter l'article en donnant les références utiles à sa vérifiabilité et en les liant à la section « Notes et références ».

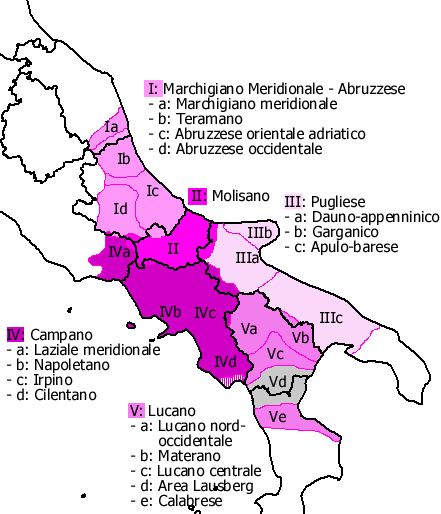
Carte des dialectes italiens.

Le molisano est le nom italien des dialectes italiens méridionaux parlés au Molise et faisant partie du diasystème du napolitain.